# Waze
Waze(中文：位智)是一个基于GPS的导航移动软件应用程序，其利用逐向导航以及用户提交的出行时间和路线详情。Waze由以色列的Waze Mobile开发，已经由Google于2013年收购（尽管美国联邦贸易委员会和英国的监管部门正在考虑Google的收购是否可能违反了反垄断法）。
Waze在2013年的全球行動通訊大會上赢得了最佳整体移动应用程序奖，赢得该奖项的还有Dropbox、Flipboard等。2013年6月11日，Google以10.3亿美元完成了对Waze的收购。作为签署协议的一部分，Waze 100名员工平均都将收到120万美元，这是以色列高科技历史上最大的员工奖励。
Waze支持Android、iPhone、Symbian、Blackberry 10，以及Windows Mobile 5–6。2013年5月，Windows Phone 8的测试版可在Windows Phone Store上下载。 截至2013年7月，Waze称他们目前正在计划同时支持iPhone及Android，并将推出更多平台的版本。较旧的平台（Symbian、WM、Blackberry）将不支持一个完整的原生UI或其他的API，但现有版本将继续工作。

## 历史
Waze有限公司于2008年在以色列由乌里·莱文（Uri Levine），软件工程师埃胡德·沙卜泰（Ehud Shabtai）和阿米尔·希那尔（Amir Shinar）成立。公司前称LinQmap。 2011年12月，Waze招聘了80人，70人在赖阿南纳，10人在帕罗奥图。
2010年，公司在第二轮融资中获得2500万美元。
2011年，公司计划通过基于位置的广告盈利，并扩大亚洲市场，获得附加的3000万美元融资。

## 被Google收购
Facebook及其他公司计划收购Waze，但双方没有达成一致意见。 2013年6月，Google以11亿美元收购Waze，以帮助其在地图商业上增加社会测绘方面。截至2013年6月，美国联邦贸易委员会正在调查Google收购Waze是否违反了反垄断法；Waze是移动测绘行业极少的竞争者之一。
2022年12月，Google宣佈為節省開支及減少服務重疊的工作，Waze團隊將會與Google地圖的團隊合併，但整合後兩款应用程序仍會保持獨立。

## 概述

Waze运行时显示可见的用户、交通路况及标记的红灯摄像头

Waze与传统的GPS导航软件的不同之处在于它是一个由社区驱动，收集用户的地图数据和其他信息，并学习用户的驾驶时间，提供路线和实时路况更新的应用程序。其下载与使用均是免费的。人们可以报告事故、交通堵塞、速度和警察，并能更新道路、地标、门牌号码等。Waze还可以根据用户的报告，确定附近最便宜的加油站。截至2012年1月年，该应用程序在全球已被下载1200万次。2012年7月，Waze宣布，其已经达到了2000万用户，其中一半是在过去六个月中获得的。根据Yahoo!，Waze的用户数在2013年1月已近5000万。
Waze可以在世界上任何地方使用；但只有13个城市城市有完整的地图，其他城市的地图均未完成，需要大量用户记录并编辑地图。截至2013年，Waze已经完成了美国、加拿大、英国、法国、德国、意大利、荷兰、比利时、以色列（地图在这些地国家最完整），南非厄瓜多尔、阿根廷、智利和巴拿马。公司已经在计划完成欧洲及世界各地其他国家的地图。
除了turn-by-turn语音导航、实时路况，以及其他特定位置的警报，Waze同时发送匿名信息，其中包括用户的速度和位置。信息返回到其数据库以完善服务。该众包项目允许Waze社群简单地报告导航及地图错误、交通事故，但为了安全，会要求用户停下车或确定自己是乘客才能完成一些操作。Waze使用游戏机制以鼓励用户提供更多交通信息换取积分，通过积分可以更改驾驶时在公开地图上的头像图标等，并能提升等级。
在2011年，Waze移动更新了软件，可实时显示，社区策划的兴趣点，包括当地的活动，如街头集市和抗议。
在2012年6月，Waze推出更新，提供实时燃料价格。Waze实时更新的价格是由用户提交的。
2012年11月以来，Waze开始用应用程序盈利，Waze提供经销商和广告商一个web界面发布广告，广告基于地图上的小图标。其还提供新闻电视台一个接口以直接从Waze获取当前交通报告；此服务在2013年6月被25个美国新闻电视台使用。
在2013年6月，Waze推出了全球本地化项目，将在特定国家重大活动期间实时更新未来封路及交通状态，例如环法自行车赛。

## 安全问题
越来越多的人担心开车时使用应用程序会分散注意力，增大发生事故的风险。

## 专利
- US Patent 7,936,284：停车时间估计的系统和方法，2011年5月3日获得。[38]
- US Patent 8,271,057：移动设备上基于条件地启动、关闭和管理应用程序，2012年9月18日获得。[39]

## 授权许可
Waze v2.x软件在GNU通用公共许可证第二版下发布，但没有延伸到地图数据。自由地图数据在Waze项目开始之初在自由内容许可证下发布，但Waze的首席执行官诺姆·巴丁认为Waze与OpenStreetMap之类的项目是根本不同的，并对地图数据授权持谨慎态度。
自Waze v3，程序切换为专有许可。

## 源代码
其最新的开放源代码的iPhone、Android客户端版本均为2.4.0.0，Windows Mobile版本则为2.0。 Waze借用了RoadMap项目的代码用于Windows PocketPC版本。